# Хольмганг

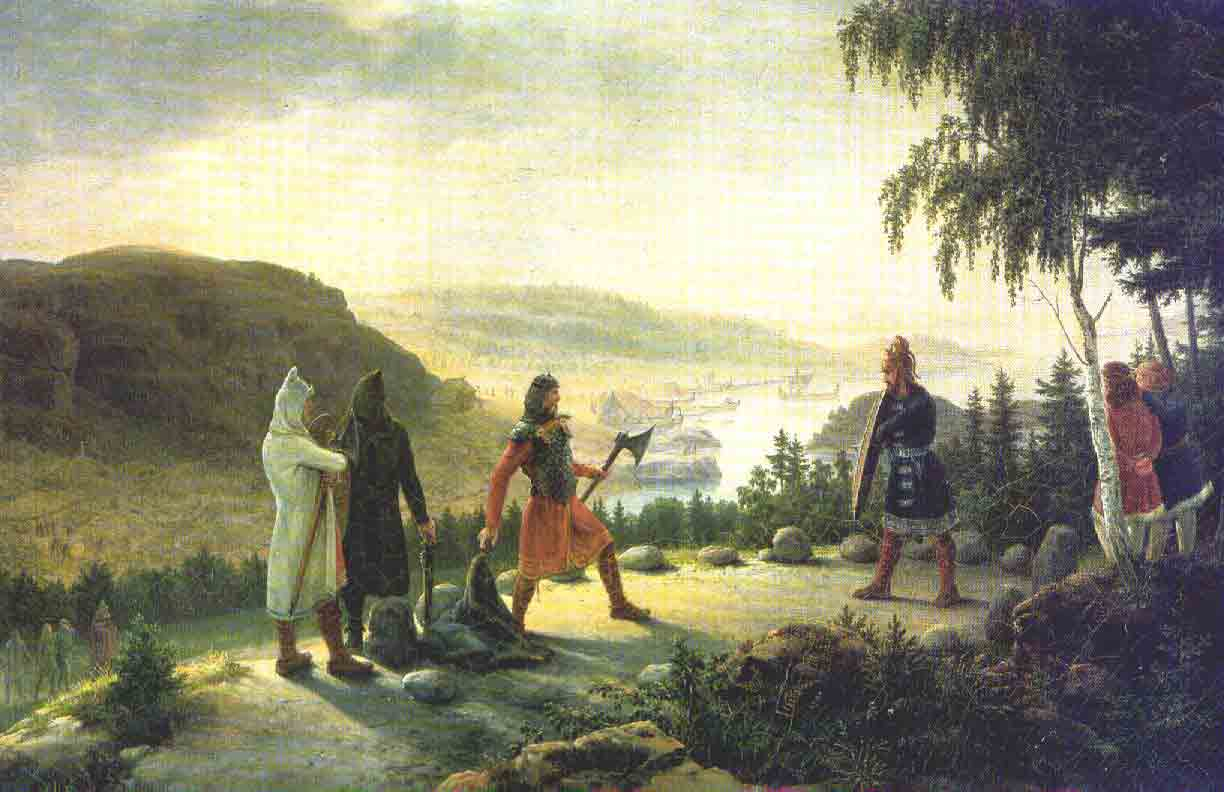
Хольмганг с участием Эгиля Скаллагримссона на картине Юханнеса Флинту (1787—1870)

Хольмганг (др.-исл. hólmganga — «прогулка по острову») — поединок двух викингов.
О правилах воины договаривались, как правило, непосредственно перед боем (например, о том, сколько раз допускается менять пробитый щит). Причинение смерти на хольмганге не считалось убийством.
Хольмганг нередко служил способом обогащения для берсерков. В IX—X веках он фактически приобрёл форму узаконенного разбоя: опытному воину достаточно было заявить притязания на собственность либо женщину другого, чтобы обязать противника к вступлению в поединок. Отказ от поединка навлекал на уклонившегося социальную стигму — объявление нидингом, что обычно было равнозначно статусу презираемого изгоя.
На исходе периода викингов (рубеж X и XI веков) стали предприниматься попытки законодательного регулирования хольмганга, с тем чтобы избежать бессмысленной гибели воинов. Обряд, который и ранее сопровождался жертвоприношением богам, стал всё более формализовываться. В исторические времена борьба велась до первой крови и заканчивалась уплатой трёх мер серебра победителю.
Хольмганг фигурирует в сагах об Эгиле, о йомсвикингах, о Гуннлауге, о Рагнаре Лодброке, о Кормаке. В последней поединок происходит на шкуре в три метра шириной, которая закреплялась на земле колышками. Выход за пределы отведённого пространства приравнивался к проигрышу.